# Lewon Konstantinowitsch Lasarew
Lewon Konstantinowitsch Lasarew (russisch Левон Константинович Лазарев; auch Lasarev; * 21. Januar 1928 in Tiflis; † 25. Februar 2004 in Sankt Petersburg) war ein Bildhauer und Maler aus Georgien.

## Leben
Lasarew wird gelegentlich auch als russischer Künstler bezeichnet, weil er in Sankt Petersburg lebte und arbeitete. Er studierte an der nach der Bildhauerin Wera Muchina benannten Akademie für Kunst und Kunsthandwerk und ist seit 1957 Mitglied der Russischen Künstlervereinigung. Er beschickt Ausstellungen in St. Petersburg, aber auch in Österreich und den USA. Werke von ihm sind u. a. in der Tretjakow-Galerie (Moskau), im Russischen Museum (St. Petersburg) und in der armenischen Staatlichen Gemäldegalerie (Jerewan) zu sehen.

## Werk (Auswahl)

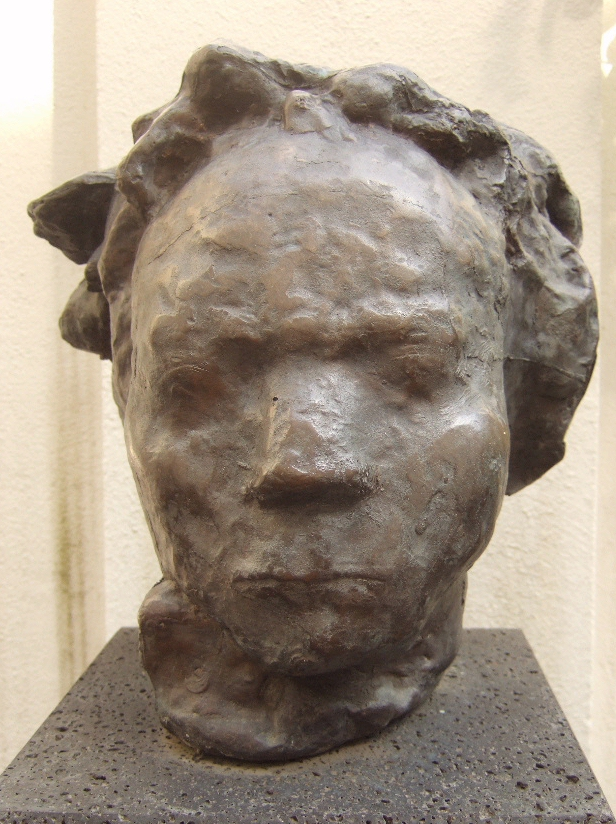
Lewon Konstantinowitsch Lasarew: Beethoven

Lasarew hat mehrere Denkmäler in Sankt Petersburg geschaffen, u. a. für den Architekten Giacomo Quarenghi (russifiziert: Dschakomo Kwarengi; es steht vor dem Hauptgebäude der Universität für Wirtschaft und Finanzen, der ehemaligen Notenbank, deren Bau Quarenghi 1783 begonnen hatte), für die Feuerwehrleute im 1941–1944 belagerten Leningrad und eine über 3 m hohe Bronzestatue für den Physiker und Bürgerrechtler A.D. Sacharow (auf dem Sacharow-Platz vor dem Hauptgebäude der Akademie der Wissenschaften), außerdem Bronzen für den Mikrobiologen Louis Pasteur (russifiziert: Lui Paster), den Sänger F.I. Schaljapin, den Dirigenten E.A. Mrawinsky und den Ballett-Impresario S.P. Djagilew (seit 2003 in Paris). Lasarew ist auch der Schöpfer einer Goethe-Büste (russifiziert: Gete). Sie steht seit 1999 am Newski-Prospekt in St. Petersburg. Vor der lutherischen Petri-Kirche am Newski-Prospekt soll eine Bach-Büste aufgestellt werden. Lasarew fertigte dazu 2003 ein Modell. Eine von Lasarew 1981 geschaffene Beethoven-Büste aus Bronze befindet sich seit 2000 im Garten des Beethoven-Hauses in Bonn.

## Bibliografie
- P. Yefimov: „Young Sculptors of Leningrad“ (Sovetsky Khudozhnik Publishers, Moskau, 1980)
- „Levon Lazarev“ aus der Serie Artists of Leningrad (Jerewan, 1982)
- Artikel in der Zeitschrift Sovetskoye Iskusstvo (1986, Nr. 2, pp 61-63)
- M. Dzhigarkhanian: „Master and Time“ in der Zeitschrift Tvorchestvo (1988, Nr. 9, pp 11-14)
- V. Perfilyev: „Easel Sculpture of Leningrad“ in der Zeitschrift Sovetskoye Iskusstvo (1989, Nr. 8, pp 16, 17)
- Katalog „Levon Konstantinovich Lazarev; Sculpture, Graphic Art“ (Sovetsky Khudozhnik Publishers, Moskau, 1990)
- I. Verbova: „Predestination“ in der Zeitung Vecherniaya Moskva (vom 5. Oktober 1990)
- Y. Ter-Gabrielian: „To Live in Art“ in Veruyem, Zeitung der armenischen Kirchengemeinde in St. Petersburg (1993)